# Felicia Hemans
Felicia Dorothea Hemans z domu Browne (ur. 25 września 1793, zm. 16 maja 1835) – angielska poetka epoki romantyzmu, wysoko ceniona i bardzo popularna w swoich czasach, później zapomniana.

## Zarys biograficzny
Felicia Dorothea Hemans urodziła się jako jedno z siedmiorga dzieci George'a Browne'a i jego żony Felicity Browne.
W roku 1812 wyszła za mąż za kapitana Alfreda Hemansa. Małżeństwo rozpadło się po siedmiu latach. Mąż poetki w 1818 roku nie wrócił z wyjazdu do Włoch i małżonkowie już nigdy się nie spotkali, choć wymieniali korespondencję w sprawach pięciorga dzieci. Literatka była zmuszona do utrzymywania siebie i swoich synów z twórczości poetyckiej, co było możliwe tylko dzięki wielkiej popularności jej liryki.
W 1831 roku przeprowadziła się do Dublina, by być bliżej swoich braci. Zmarła prawdopodobnie na zawał serca w wieku zaledwie 41 lat.

## Twórczość
Hemans zaczęła pisać bardzo wcześnie. Pierwszy tomik „Poems” wydała w wieku zaledwie piętnastu lat. Była bardzo płodną autorką. Z uznaniem wypowiadali się o niej William Wordsworth, Walter Scott i powieściopisarka George Eliot.
Liryka Hemans odpowiadała gustom i potrzebom czytelników, a zwłaszcza czytelniczek, pierwszej połowy XIX wieku. Poetka w idealistyczny sposób przedstawiała rolę kobiety w podtrzymywaniu ogniska domowego.
Poezja Hemans charakteryzuje się wyrafinowaną formą wersyfikacyjną. Poetka wykorzystywała między innymi sonet. Do jej najpopularniejszych wierszy należą „Casabianca”, „The Homes of England”, „To Wordsworth”, „Coeur De Lion At The Bier Of His Father” i „The Grave of the Poetess”, poświęcony irlandzkiej liryczce Mary Tighe. Dłuższym utworem jest poemat „The Forest Sanctuary”. Poemat opowiada historię szesnastowiecznego Hiszpana, który – uchodząc przed prześladowaniami na tle religijnym – ucieka do Ameryki Północnej i znajduje schronienie w niedostępnej puszczy. Utwór został napisany przy użyciu kunsztownej strofy dziewięciowersowej, rymowanej ababccbdd, będącej oryginalną propozycją Hemans i stanowiącej aluzję formalną do strofy Edmunda Spensera.
Utwory Felicii Hemans były tłumaczone na język polski.
Wiersze „Tul mnie do snu, matko, tul”, „Rozkaz lata” i „Skarby morza” przetłumaczył i włączył do swojej antologii „Poeci angielscy” Jan Kasprowicz.
Wiersze „Lepszy kraj” i „Modlitwa” przełożył Stanisław Budziński.
Wiersz „Tren” przełożył Wiktor Jarosław Darasz.
Wiersz „Palma” sparafrazował Tadeusz Łada-Zabłocki.